# Alexandre Najjar
Alexandre Najjar (Beirut, 5 febbraio 1967) è uno scrittore e avvocato libanese, autore di oltre 30 libri tradotti in 12 lingue e vincitore di numerosi premi letterari.

## Opere
- La Scuola della guerra, Il Leone Verde Edizioni, 2003.
- Khalil Gibran,Il Leone Verde Edizioni, 2005.
- Fenicia, Cairo Editore, premio Mediterraneo 2009.
- Il Silenzio dell'oratore, Il Leone Verde Edizioni, 2010.

- Le roman de Beyrouth, TABLE RONDE, marzo 2020, ISBN 979-10-3710-738-1

## Riconoscimenti
- Premio Mediterraneo 2009: Phénicia
- Ufficiale dell'Ordine delle arti e delle lettere (Novembre 2011)
- Premio Hervé-Deluen dell'Accademia Francese (2009)
- Commendatore dell'Ordine al merito civile, conferito dal Re di Spagna (2011).